# Loving Darks
Loving Darks, aussi stylisé Los Loving Dark´s, est une groupe bolivien de rock, actif entre les années 1960 et 2000. Formé à la fin des années 1960, il appartient à la première vague de rock psychédélique et expérimental. Après s'être séparé en 1970, deux de ses membres se reforment en 1998.
Le groupe est considéré comme l'un des initiateurs du rock bolivien.

## Histoire
Le groupe est formé dans le but d'interpréter du rock en espagnol, à partir de l'union des membres des groupes Black Byrds et Las Tortugas. Les membres originaux de Loving Darks étaient Félix Chávez à la guitare, Boris Rodríguez à la batterie, Jaime Loayza aux claviers et Gilberto Martínez à la basse. Le nom du groupe est suggéré par le directeur de Radio Chuquisaca, Lucho Kuncar. Au départ, le groupe dure trois ans, au cours desquels il sort plusieurs EP, obtenant des succès comme Complicado et El adivino.
Leur deuxième EP, enregistré en 1968, comprend les chansons : Psicosis, Vino Dulce (Cream), A través de las lágimas et Ven debajo de mi bota. Leur troisième EP, sorti en septembre 1969, comprend : Algo de títere (The Rolling Stones), Of (Cream), Conexión et Llámame.  
30 ans plus tard, en 1998, deux des membres d'origine décident de relancer le groupe, en sortant un album. 
relancer le groupe en sortant le CD El retorno, un best-of du groupe des années 1960 et 1970. 